# Бенхамін Соларі Парравісіні
Бенхамі́н Сола́рі Парравісі́ні (ісп. Benjamín Solari Parravicini, *8 серпня 1898 — †13 грудня 1974) — аргентинський художник і скульптор.

## Біографія
Бенхамін Соларі Парравісіні народився 8 серпня 1898 року у Буенос-Айресі у родині психіатра Бенхаміна Томаса Соларі, який згодом став депутатом. Він був старшим з восьми дітей у родині. У дитинстві жив в особняку «La Casona» в окрузі Вісенте-Лопес за 10 км від столиці. Згодом цей будинок художник використовував як дачу, а сам переїхав до буенос-айреського району Сан-Тельмо.
Усе своє життя Бенхамін присвятив мистецтву і мав у цій справі певний успіх: його роботи виставлялися у салоні Asociación Amigos del Arte і сподобалися тодішньому президенту Аргентини Марсело Торкуато де Альвеару. Згодом художник отримав премії міжнародної виставки у Буенос-Айресі і золоту медаль виставки у Льєжі. Королю Бельгії Альберту I, який відвідав Льєж, сподобалися роботи Соларі і він купив одну.
Згодом Соларі працював викладачем, керівником департаменту мистецтв Муніципального банку Буенос-Айреса, директором відділу мистецтва і соціальної допомоги Муніципального кредитного банку, директором Муніципальної виставкової галереї Буенос-Айреса і секретарем Асоціації сприяння розвитку мистецтв (1948 року).

## Найбільші виставки
- 1927: Муніципальна виставка
- 1929: Amigos del Arte (у Буенос-Айресі)
- 1935: Camati
- 1947: Асоціація сприяння розвитку мистецтв

## Соларі і надприродне
Ще на початку кар'єри художника його роботи багатьом здавалися дивними, проте на це списували на химерну манеру художника. Проте згодом Соларі, здебільшого вже після смерті, набув слави аргентинського Нострадамуса: у його картинах деякі люди бачили пророцтва. Журналісти приписували йому передбачення катастрофи в Японії, створення атомної бомби, теракти 11 вересня та політ у космос та багато іншого. Найбільші суперечності викликає його серія з більш ніж тисячі малюнків, названих автором психографіями, які виконані у техніці автоматичного письма впродовж 1936—1972 років.
Уфолог Фабіо Серпа у своїй книзі «Бенхамін Соларі Паррвісіні: Нострадамус з Америки» писав, що художник мав контакт з іншопланетянами, яким він, на думку Серпи, і завдячує своїм талантом.
Двоюрідний брат матері художника і його близький друг комік Флоренсіо Парравісіні писав: «Іноді на нього находило щось, він емоційно хапав олівець, який, здавалося, сам водив його руку по паперу, немов хтось йому щось диктував»
Водночас критики вважають пророчий дар Соларі вигадкою, оскільки жодне з його пророцтв не є чітким і не має однозначного трактування.